# Atmačići
Atmačići je naseljeno mjesto u sastavu općine Ugljevik, Republika Srpska, BiH.

## Stanovništvo
| Atmačići           |              |
| godina popisa      | 1991.        |
| Srbi               | 0            |
| Muslimani          | 550 (97,17%) |
| Hrvati             | 0            |
| Jugoslaveni        | 5 (0,88%)    |
| ostali i nepoznato | 11 (1,94%)   |
| ukupno             | 566          |